# Еней (племя)
Еней (баш. йәнәй, тат. янәй, җәнәй) — угорское или же булгарское 
племя, участвовавшее в этногенезе башкир, а также казанских, в том числе пермских татар. Согласно историку и тюркологу Ахмет-Заки Валиди, большинство северо-западных енейцев влились в татарский этнос.  Племя енё присутствует также у средневековых венгров.

## Родовой состав
- камбар (родовые подразделения: аккуз, ар, ахун, дуэрэннэр, еней башкурты, еней типтяре, масекей, мари, суракай, таулы, сураш, чураш, ырыкай);
- бугазы;
- тугыз.

## Этноним
В форме Γενάχ упоминается Константином Багрянородным в перечне древневенгерской конфедерации племен. Этноним ене (jeno) до сих пор встречается в топонимике современной Венгрии. Башкирское название племени — йэнэй и венгерское племя jeno — по мнению лингвистов имеют общее происхождение. Дьюла Немет этноним jeno возводит к формам: jenee — jeneu.
Этноним 'еней' сопоставляли с параллелями в этнонимии (или в древних языках) угорских и самодийских народов. В. Ф. Генинг, в частности, склонен возводить название еней к самодийскому корню ене (истинный, верный, право), который присутствует в этнонимах энцев и ненцев (древнененецкое — нене, древнеэнецкое — эне). Лингвисты, однако, основу ене, ёне считают древнетюркской. К такому выводу пришел, например, В. Г. Егоров, который обнаружил гнездо слов с указанным корнем (в значении 'корова') в чувашском, уйгурском, чагатайском, тувинском, шорском, якутском, гагаузском, монгольском языках, а также в древнетюркском языке рунической письменности. Д. Немет также образует слово jeno из древнетюркской основы, хотя связывает его с корнем ына 'желать', 'хотеть', 'доверять', ынаг ^доверенный', ^министр'. Этноним ене образовался, по мнению Д. Немета, в языковой среде, «близкой к булгаро-чувашской». Среди тюркских племенных названий действительно часто встречаются этнонимы, обозначающие сан или сословное положение: мурзалар, тархан, беглар и др. Это обстоятельство, а также историко-этнографические данные, характеризующие древний этнический слой башкир как булгаро-угорский, побуждают отдать предпочтение точке зрения Д. Немета, как наиболее обоснованной, хотя гипотеза В. Г. Егорова также представляется интересной, а по окончательным выводам достаточно близкой к концепции венгерского ученого.

## Этническая история
В старинном предании енейцев, опубликованном анонимным автором в 1909 году в журнале «Шура», говорится, что «древняя родина племени еней» (йэнэй ватаны) находилась в долине реки Зай. Енейцы, продолжает сказитель, покинули родину в поисках новых земель; «они долго скитались по лесам, пока, наконец, не заняли обширные земли в низовьях Ика, Белой и по берегам Камы».
Предание о древней родине на реке Зай до сих пор бытует среди енейцев. В сопоставлении с фактами пребывания юрматынцев на реках Шешме и Зай до XII—XIV вв. енейское сказание становится важным свидетельством, показывающим, что племя еней, по крайней мере, в конце I—начале II тыс. н. э. входило в этнический круг юрматыно-юрмийских племен, явившихся одним из компонентов древнебашкирского этноса. В этом свете дополнительным аргументом является тождественность одной из енейских тамг юрматынской тамге.
Были ли предки енейцев уграми-мадьярами, булгарами или тюркскими племенами, неизвестно. Однако, судя по отсутствию в речи икских башкир каких-либо следов угорской лексики, по тюркскому типу всех тамг, историческим преданиям, которые неизменно связывают их с булгарами и Булгарией, можно предположительно считать, что предки енейцев в конце I тыс. н. э. говорили на тюркском языке, но сильно смешались с уграми-мадьярами. В этом свете небезынтересно присутствие в составе древней чувашской языческой антропонимии имени Геней.

## Территория расселения
Территория расселения племени еней охватывали земли по низовьям рек Ик, Агидель, Иж и обоих берегов реки Камы, позже эти территории входили в Сарапульский уезд Вятской и Мензелинский уезд Уфимской губернии. Ныне данные территории входят в Республику Татарстан.

## Примечание
1. 1 2  Д. М. Исхаков. Пермь татарлары. Архивная копия от 14 ноября 2023 на Wayback Machine
2. ↑  Заки Валиди Тоган. Воспоминания. — Уфа: Башкирское издательство «Китап», 1994. Дата обращения: 9 декабря 2023. Архивировано 17 августа 2022 года.
3. 1 2  Nemeth G. Ungarische Stammesnamen bei den Baschkiren. «Acta Linguistica», t. 16 (1—2). Budapest, 1966, 14.
4. ↑  Gyorffy G. Kronikaink es a magyar ostortenet. Budapest, 1948.
5. ↑  Генинг В. Ф. Мазунинская культура в Среднем Прикамье археологии Урала, вып. 7. — Свердловск, 1967
6. ↑  Егоров В. Г. К вопросу о происхождении чуваш и их языка. — Зап. Чувашского НИИЯЛИ, вып. VII. Чебоксары, 1953, С. 87.
7. 1 2  Кузеев Р. Г. Происхождение башкирского народа. — М.: «Наука», 1974.
8. ↑  Ж-л «Шура», 1909, I, С. 21—22.
9. ↑  Магницкий В. К. Чувашские языческие имена. — Казань, 1905. — С. 36.
10. ↑  История башкирского народа: в 7 т./ гл. ред. М. М. Кульшарипов; Ин-т истории, языка и литературы УНЦ РАН. — Уфа: Гилем, 2010. — Т. V. — С. 385. — 468 с.